# 고속 고베역
고속 고베역(일본어: 高速神戸駅, こうそくこうべえき)은 일본 효고현 고베시 주오구 다몬도리 3초메에 있는 한신 전기 철도와 한큐 전철의 역이다. 역 번호는 HS 35이다.

## 개요

### 이용 가능 철도 노선
한신과 한큐의 선로상의 분기역(공동사용역)에서, 역 영업의 주체는 한신 전기 철도가 담당한다. 또한, 본 역과 신카이치역 사이에는 양사의 중복 구간으로 한다. 어느 쪽 노선도 고베 고속 철도가 제3종 철도 사업 "도자이선"으로 시설을 보유하고 있으며, 한신과 한큐는 제2종 철도 사업자이다.
역 출입구의 안내판 등은 2010년의 경영 형태 변경 이후로 교환되어 고베 고속 철도의 문자는 현행의 안내판이 아닌 한신과 같은 디자인이고, 서체로는 "한신 한큐 고베 고속선(HANSHIN HANKYU KOBEKOSOKU LINE)"로 표기되고 있다.
- 한신 전기 철도
  - 고베 고속선: 모토마치역 - 당역 - 신카이치역 - 니시다이역
- 한큐전철
  - 고베 고속선: 고베산노미야역 - 당역 - 신카이치역

상기 외, 이하의 노선과 연결되고 있으며 공식 환승역은 아니지만, 세이신·야마테선(오쿠라야마역)과도 환승이 가능하다.
- 서일본 여객철도(JR 서일본)
  - JR 고베선(도카이도 본선·산요 본선): 고베역
- 고베 시영 지하철
  - 가이간선: 하버랜드역

### 역사
- 1968년 4월 7일: 고베 고속 철도 도자이 선 개통에 따라 영업 개시.
- 1995년
  - 1월 17일: 한신・아와지 대지진으로 재해를 입어 영업 정지.
  - 2월 1일: (한신)모토마치 역과 고속 고베 역 구간이 단선으로 운행 재개되어 역의 영업도 재개.
  - 2월 6일: 하나쿠마역과 신카이치역 구간 운행 재개.
- 2003년: 배리어 프리화에 따른 역 개량 공사로 화장실의 리뉴얼 및 서쪽 개찰구 측 구내의 엘리베이터가 설치되어 사용 개시.
- 2010년: 역명판의 양식이 한신 전기철도가 채용 중인 디자인으로 변경하는 동시에 부역명인 "하버랜드 앞"의 표기가 취소됨과 동시에 10월 1일 산요 전기철도의 제2종 철도 사업이 폐지됨(열차의 진입 및 당역부터 히메지 방면에서의 한신 차량 승무는 계속).
- 2014년 4월 1일: 역 번호 도입[1]

## 역 구조
섬식 승강장 2면 4선의 지하역이다. 승강장 유효 길이는 8량 편성분이다. 개찰구는 동서에 각 1곳이 들어서 있고 동쪽에는 에스컬레이터 및 다기능 화장실이 있고, 서쪽에는 엘리베이터가 설치되어 있다.
본 역의 서쪽에 인상선이 2개 있고, 북쪽에는 한큐, 남쪽에는 한신이 이용하고 있다. 본 역 개찰구 밖에서 옆의 신카이치 역까지는 메트로 고베(지하가)를 통해서 연결된다.

### 승강장
한큐 방면에 발착하는 열차는 홀수 번선, 한신 방면에 발착하는 열차는 짝수 번선에 발착한다. 당역 시발의 산요 전기철도 하행 열차는 신카이치 역에서 회송된 후 3번 선에서 회차된다(고베산노미야 측에는 인상선이 없다).
| 승강장 | 노선               | 방향 | 행선                                                                                          |
| ------ | ------------------ | ---- | --------------------------------------------------------------------------------------------- |
| 1      | ■ 한큐 고베 고속선 | 상행 | 고베산노미야・다카라즈카・오사카 (우메다)・교토 방면                                          |
| 2      | ■ 한큐 고베 고속선 | 상행 | 한신 고베산노미야・아마가사키・오사카 (우메다)・난바・나라 방면                               |
| 3      | ■ 고베 고속선      | 하행 | 신카이치・아카시・히메지・고베 전철선(신카이치 환승) 방면 (당역 시발 및 한큐 방면에서의 열차) |
| 4      | ■ 고베 고속선      | 하행 | 신카이치・아카시・히메지・고베 전철선(신카이치 환승) 방면 (한신 방면에서의 열차)              |

## 역 주변
- 고베 구스노키코마에 빌딩(고베 고속 철도 본사・미쓰이스미토모 은행 고베 역전 지점)
- 메트로 고베
- 고베 지방 법원・고베 간이 재판소
- 미나토가와 신사
- 고베 문화 홀
- 오쿠라야마 공원
- 고베 시립 중앙 도서관
- 고베 시립 중앙 체육관
- 고베 대학 구스노키 캠퍼스
  - 고베 대학 의학부 부속 병원
- 고베 다몬 우체국
- 고베 다치바나 우체국
- 고베 아이오이 우체국
- 고베 하버랜드
  - umie MOSAIC
  - 고베 호빵맨 어린이 박물관 & 몰
  - MOSAIC 대관람차

## 사진

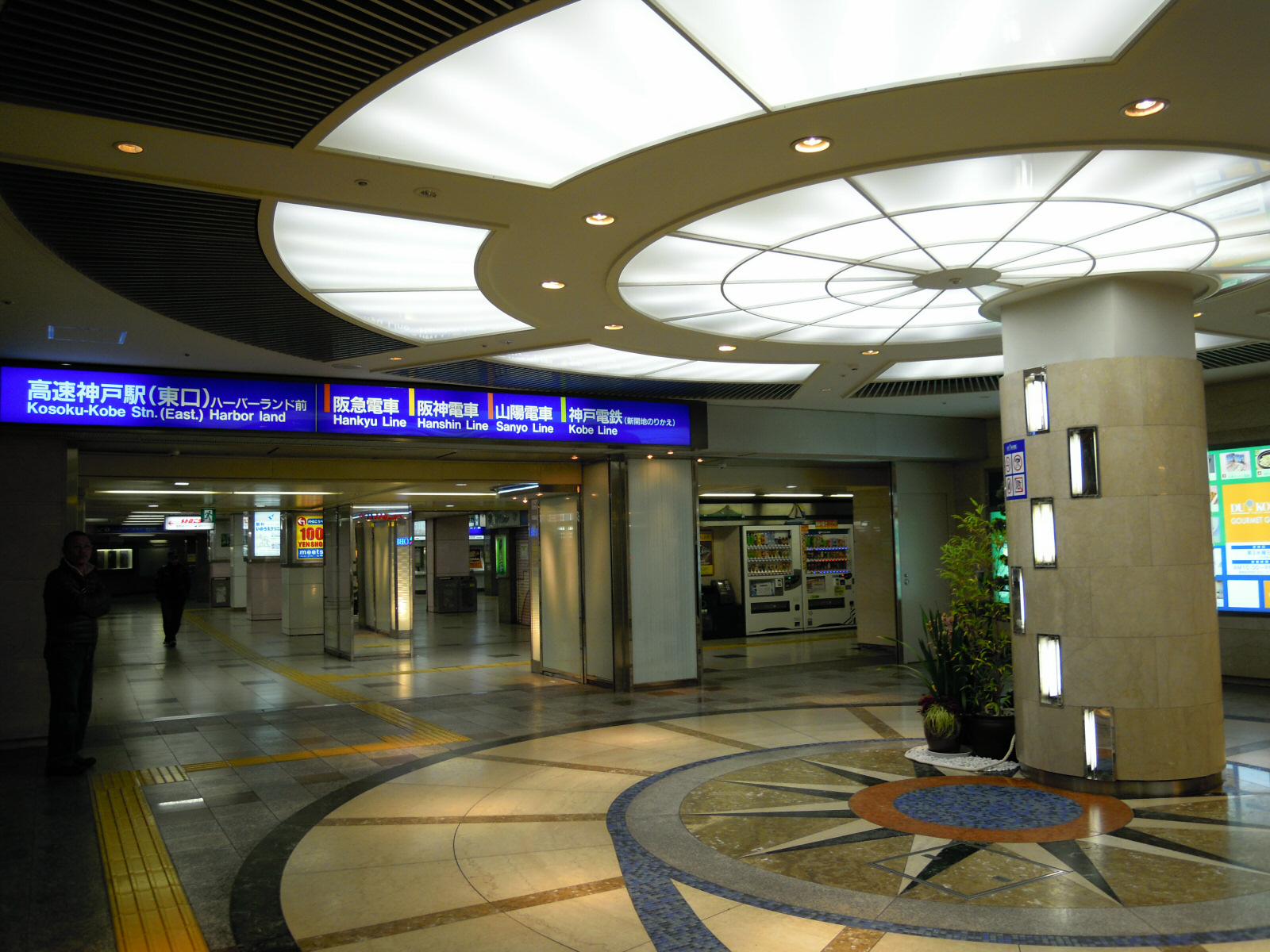
대합실
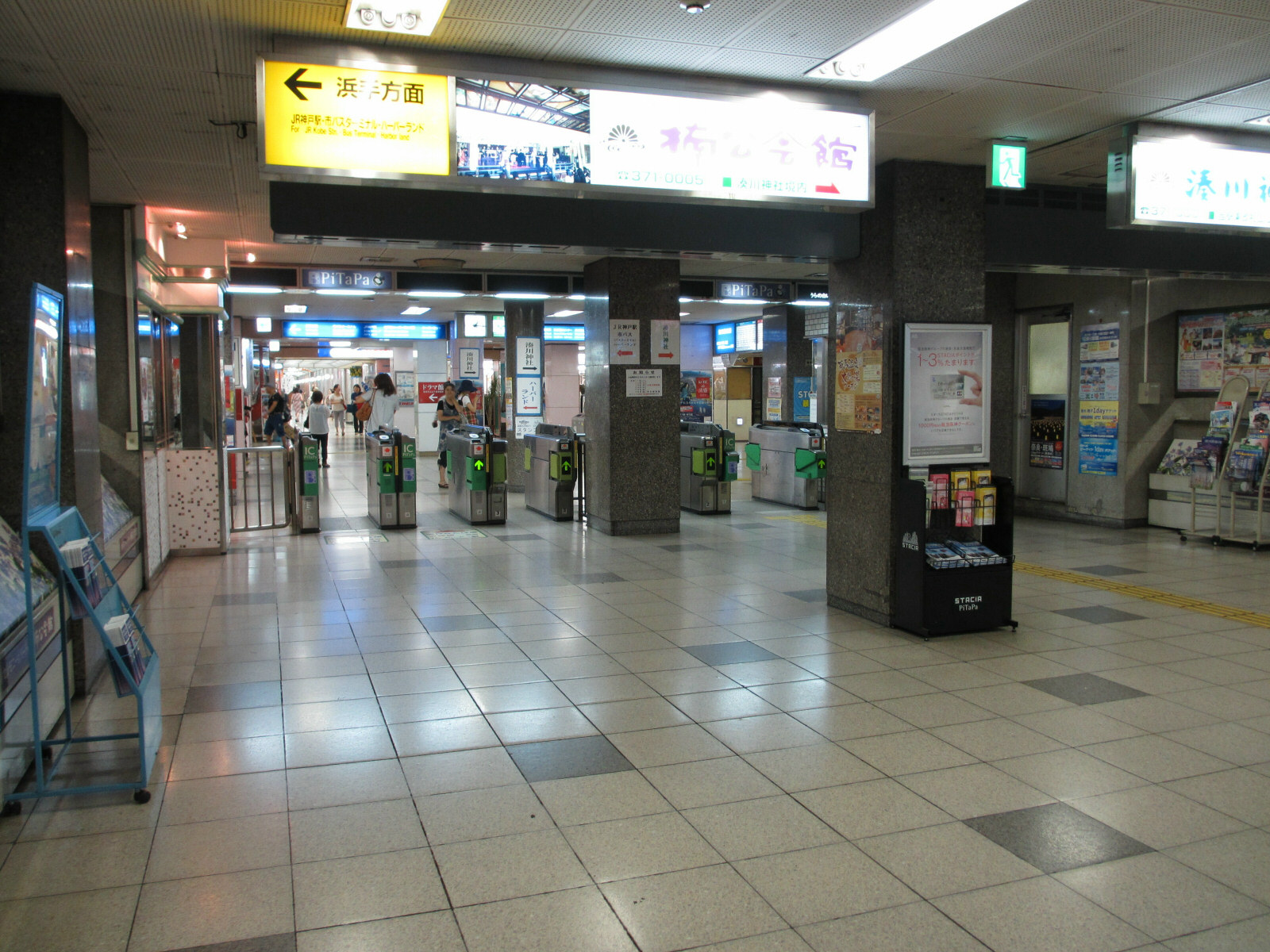
개찰구
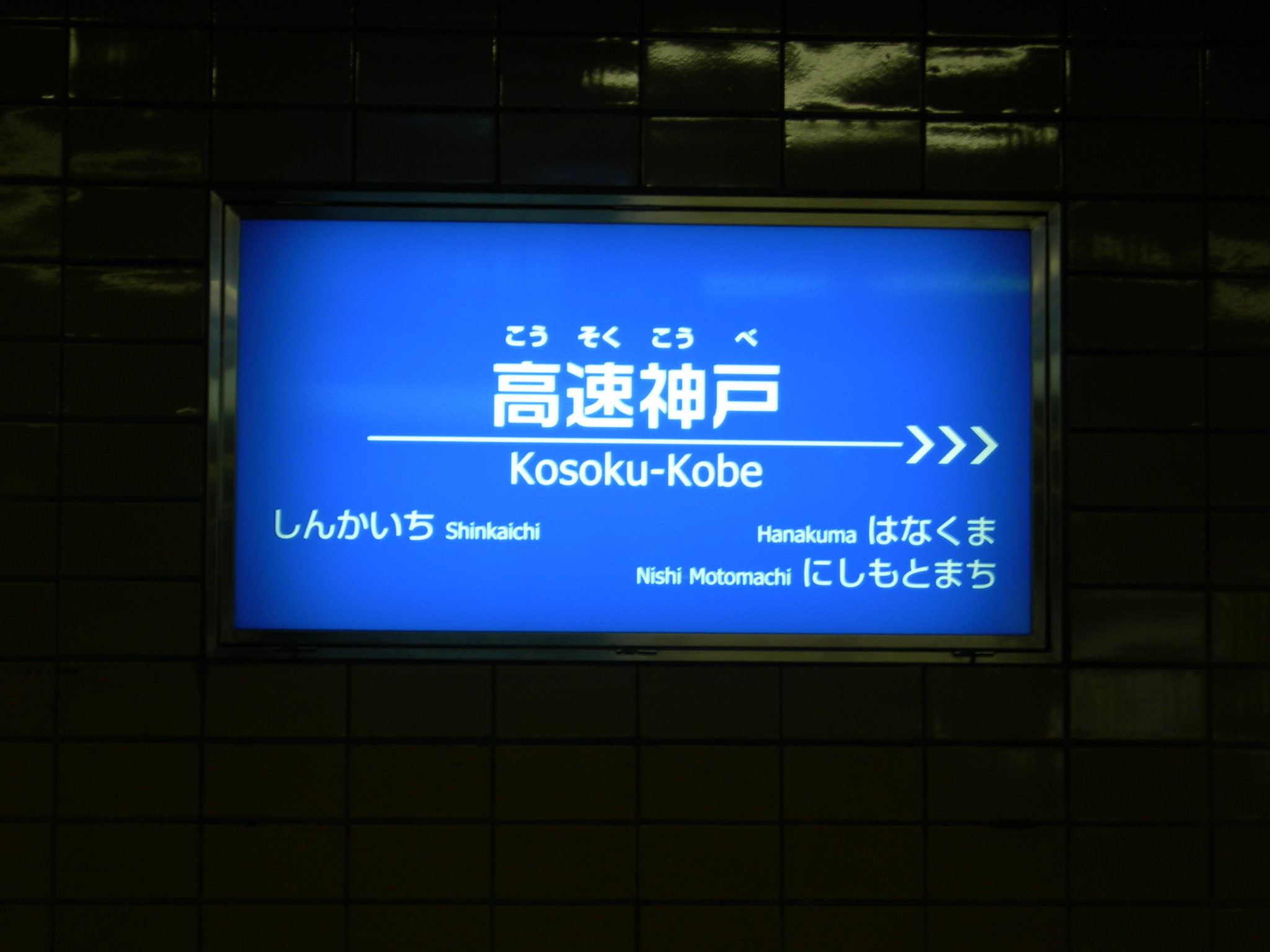
역명판

## 인접역
| 한신 전기철도 ■ 고베 고속선 (도자이 선) | 한신 전기철도 ■ 고베 고속선 (도자이 선)                          | 한신 전기철도 ■ 고베 고속선 (도자이 선) |
| --------------------------------------- | ---------------------------------------------------------------- | --------------------------------------- |
| HS 33 모토마치 우메다 방면              | ■ 직통특급(A직통) ■ S특급                                        | 신카이치 HS 36 니시다이 방면            |
| HS 34 니시모토마치 우메다 방면          | ■ 직통특급(B직통) ■ 특급 ■ 쾌속급행(주말 3개 방면만 운전) ■ 보통 | 신카이치 HS 36 니시다이 방면            |
| 한큐전철 ■ 고베 고속선 (도자이 선)      |                                                                  |                                         |
| HK-17 하나쿠마 우메다 방면              | ■ 특급 ■ 통근특급 ■ 쾌속급행 ■ 급행 ■ 통근급행 ■ S특급 ■ 보통    | 신카이치 HS 36 신카이치 방면            |
| HK-17 하나쿠마 우메다 방면              | ■ 직통특급 "아타고"                                              | 시·종착역                               |